# Zuluia robusta
Zuluia robusta är en kackerlacksart som beskrevs av Karlis Princis 1963. Zuluia robusta ingår i släktet Zuluia och familjen jättekackerlackor. Inga underarter finns listade i Catalogue of Life.